# John Huston
John Marcellus Huston (Nevada, Missouri 5 d'agost de 1906-Middletown, Rhode Island, 28 d'agost de 1987) fou un guionista, director de cinema i actor estatunidenc guanyador d'un Oscar al millor director per El tresor de Sierra Madre.

## Biografia
Era fill de l'actor canadenc Walter Huston, i de Rhea Gore, periodista d'origen escocès i irlandès per part del seu pare. Huston fou criat pels seus avis materns, Adelia Richardson i John Marcellus Gore.
Va ser un personatge inquiet, ja que també va ser boxador, periodista, novel·lista, militar, criador de cavalls, caçador, col·leccionista d'art... De fet, en la seva adolescència va arribar a ser un campió de boxa i va exercir com a agregat militar nord-americà en l'exèrcit mexicà. Va contreure el primer matrimoni a la primerenca edat de 20 anys. Durant una temporada, va viure com a pintor de carrer a París, va treballar com a actor i va ser redactor d'una revista novaiorquesa.

### Carrera professional
Va començar en el cinema com a extra en alguna pel·lícula i, gràcies al seu pare, que era actor, va ser guionista de diverses pel·lícules de William Wyler (A House Divided o Jezebel) i va treballar en una quantitat impressionant de guions adaptats durant els anys 1930 i principis dels 1940 (El sergent York, Els crims del carrer Morgue, L'últim refugi, entre d'altres).

John Huston el 1972.

La seva primera pel·lícula com a director, de la qual també va ser guionista, El falcó maltès, va esdevenir tot un èxit i encara continua sent considerada una obra mestra de la història del cinema, amb Humphrey Bogart com a protagonista. Diverses pel·lícules seves importants també van estar protagonitzades per Bogart: El tresor de Sierra Madre i Cayo Largo.
Poc després, mentre rodava Across the Pacific, una aventura d'espionatge, es va enrolar en l'aviació a causa de la guerra i no va poder acabar el rodatge d'aquesta pel·lícula. Mentre va romandre en l'exèrcit es va convertir en cineasta militar realitzant tres documentals: Report from d'Aleutians, The battle of San Pietro i Let there be light, aquesta última sobre el tractament psiquiàtric dels ferits de guerra, perquè John Huston es va iniciar en tècniques d'hipnosi.
Les pel·lícules de Huston tractaven sobre la naturalesa humana i els seus tràngols. També a vegades incloïen escenes o passatges de diàleg breus pel que fa a assumptes mediambientals que arribarien a la consciència pública en els anys 1970; els exemples inclouen El tresor de Sierra Madre (1947) i La nit de la iguana (1964). Huston també dirigí Vides rebels amb un càsting estel·lar que incloïa Clark Gable, Marilyn Monroe, Montgomery Clift, i Eli Wallach, ambientada i rodada a Reno, Nevada, amb guió d'Arthur Miller, que va adaptar relat seu publicat a Esquire el 1957.
Huston passava llargues vetllades als casinos de Nevada després de filmar, envoltat per periodistes i noies, apostant, bevent i fumant cigars. Gable havia dit que "si continuava així, moriria aviat". Irònicament, i tràgicament, Gable moria tres setmanes després d'acabar la pel·lícula d'un atac de cor mentre que Huston viuria vint-i-sis anys més.
La reina d'Àfrica, una altra de les seves obres mestres, rodada el 1951, que va rebre quatre nominacions a l'Oscar (actor, actriu, director i guió), dels quals en va guanyar un Humphrey Bogart al millor actor. Va tenir un intens rodatge que durà tres mesos, va demostrar al seu equip fins on estava disposat a arribar per fer una pel·lícula, rodant a Uganda i Congo, amb mosquits, calor i tota mena de malalties. També en un altre dels seus llargmetratges, Errol Flynn i Trevor Howard van sofrir grans penalitats durant el rodatge de The Roots of Heaven (1958) al Txad.

### Expatriació a Irlanda
Va entaular una batalla contra el comitè d'assumptes antiamericans que el va portar fins a Washington. La HUAC (House Committee on Un-American Activities) va interrogar a nombrosos cineastes, guionistes i actors per donar testimoni de les afiliacions passades. El 1952, poc després de rodar Moulin Rouge, en què narrava la vida de Tolouse Lautrec, i feia un hàbil ús del color, John Huston es va expatriar a Irlanda, on viuria durant vint anys. Es va convertir en un pària de Hollywood.

John Huston amb la seva filla Angelica.

La seva carrera va tenir certa irregularitat, en acceptar dirigir pel·lícules com La Bíblia, produïda per Dino de Laurentis; Annie; Escape to Victory, o Casino Royale, pel·lícula de James Bond que va tenir cinc directors diferents. Malgrat això, va continuar fent grans pel·lícules posteriorment, com Reflections in a Golden Eye o Under the Volcano.
Va tenir ocasió de dirigir el seu propi pare, l'oscaritzat actor Walter Huston, en cinc llargmetratges, i també va dirigir la seva filla, Anjelica Huston, en L'honor dels Prizzi i en Dublinesos, entre d'altres. En aquest darrer film, amb guió del seu fill Tony Huston, John Huston dirigeix a les portes de la mort des d'una cadira de rodes i amb ajuda d'una màscara d'oxigen.
També va actuar en un cert nombre de pel·lícules: en destaca El cardenal d'Otto Preminger, per la qual se'l proposava a l'Oscar com a actor secundari, i Chinatown, dirigida per Roman Polanski amb Jack Nicholson, company de la seva filla Anjelica Huston durant 17 anys, com a principal protagonista.
Morí d'un emfisema el 28 d'agost de 1987 a Middletown (Rhode Island), a l'edat de 81 anys.

## Filmografia

### Director[17]
- El falcó maltès (The Maltese Falcon) (1941)
- In This Our Life (1942)
- Across the Pacific (1942)
- The Battle of San Pietro (1945)
- Let There Be Light (1946)
- El tresor de Sierra Madre (The Treasure of the Sierra Madre) (1947)
- Cayo Largo (Key Largo) (1948)
- We Were Strangers (1949)
- La jungla d'asfalt (The Asphalt Jungle) (1950)
- The Red Badge of Courage (1951)
- La reina d'Àfrica (The African Queen) (1951)
- Moulin Rouge (1953)
- Beat the Devil (1953)
- Moby Dick (1956)
- Heaven Knows, Mr. Allison (1957)
- El bàrbar i la geisha (The Barbarian and the Geisha) (1958)
- Les arrels del cel[18] (The Roots of Heaven) (1958)
- Els que no perdonen (The Unforgiven) (1960)
- Vides rebels (The Misfits) (1961)
- Freud (Freud the Secret Passion) (1962)
- The List of Adrian Messenger (1963)
- La nit de la iguana (The Night of the Iguana) (1964)
- La Bíblia (The Bible: In The Beginning) (1966)[19][20]
- Reflexos en un ull daurat (Reflections in a Golden Eye) (1967)
- Casino Royale (1967)
- La forca pot esperar (Sinful Davey) (1969)
- A Walk with Love and Death (1969)
- La carta del Kremlin (The Kremlin Letter) (1970)
- Ciutat daurada (Fat City) (1972)
- The Other Side of the Wind (1972)
- The Life and Times of Judge Roy Bean (1972)
- L'home de Mackintosh (The Mackintosh Man) (1973)
- L'home que volia ser rei (The Man Who Would Be King) (1975)
- Wise Blood (1979)
- Phobia (1980)
- Evasió o victòria (Escape to Victory) (1980)
- Annie (1982)
- Sotà el volcà (Under the Volcano) (1984)
- L'honor dels Prizzi (Prizzi's Honor) (1985)
- Els dublinesos (The Dead) (1987)

### Actor
- 1948ː El tresor de Sierra Madre (The Treasure of the Sierra Madre) de John Huston: el ric americà de vestit blanc
- 1963: El cardenal (The Cardinal) d'Otto Preminger: el cardenal Glennon
- 1966: The Bíblia (The Bible: In the Beginning...) de John Huston: Noè
- 1968: Candy de Christian Marquand: el doctor Arnold Dunlap
- 1969: A Walk with Love and Death, de John Huston: Robert
- 1969: De Sade de Cy Endfield: l'abat de Sade
- 1970: La carta del Kremlin (The Kremlin Letter) de John Huston: l'almirall
- 1971: L'home en una terra salvatge (Man In The Wilderness) de Richard C. Sarafian
- 1972: The Life and Times of Judge Roy Bean de John Huston: Grizzly Adams
- 1973: Battle for the Planets of the Apes de J. Lee Thompson: el legislador
- 1974: Chinatown de Roman Polanski: Noah Cross
- 1975: Fugida suïcida (Breakout) de Tom Gries
- 1975: Le Lion et le Vent de John Milius: John Hay
- 1977: Tentacules d'Ovidio G. Assonitis
- 1978: The Bermuda Triangle de René Cardona Jr.
- 1979: L'hivern assassí (Winter Kills)